# Oropa (torrente)
L'Oropa è un torrente del Piemonte, affluente in destra orografica del Cervo. 
Il suo corso si sviluppa interamente in Provincia di Biella.

## Percorso
Il torrente nasce a quota 1.894 dal Lago del Mucrone e, dopo circa 3 km di corso con andamento ovest-est, passa accanto agli edifici del Santuario di Oropa.
Qui piega a sud-est e, infossatosi in una valle stretta e boscosa, lambisce il comune di Pralungo e va poi a confluire nel Cervo poco a monte di Biella, a circa 410 m di quota
. 

La parte alta del suo bacino è stata interessata da una imponente frana che ha per lungo tempo interrotto il collegamento stradale tra i santuari di Oropa e di San Giovanni d'Andorno tramite la galleria Rosazza.

## Utilizzi e stato ambientale

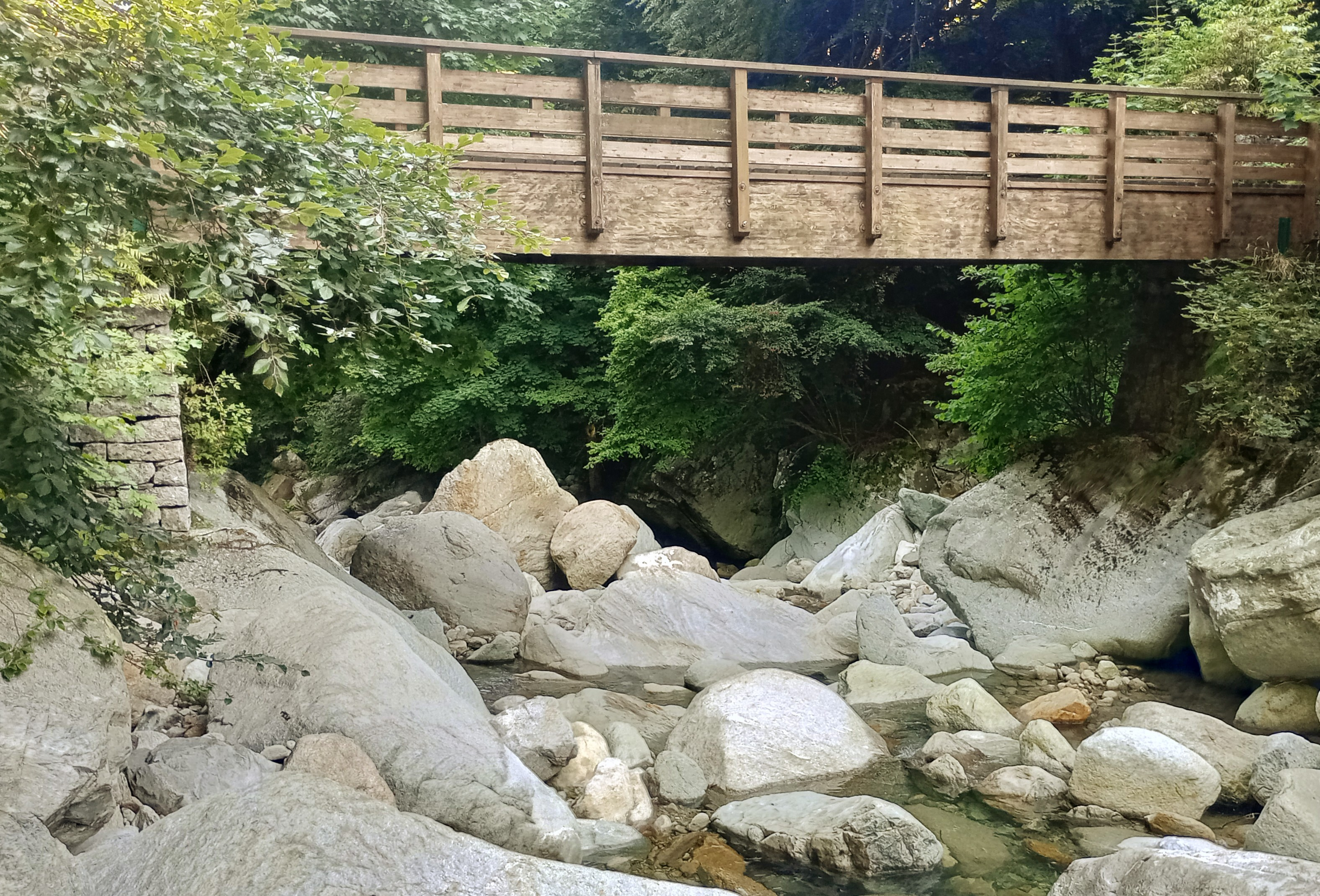
Ponte pedonale sull'Oropa (Sentiero Andorno-Oropa)

L'acqua dell'Oropa è utilizzata dalla CORDAR spa Biella Servizi (la società che gestisce l'acquedotto di Biella), che ne preleva l'acqua per uso potabile in località Antua. 
Il torrente riceve inoltre i reflui dell'impianto di depurazione del Santuario d'Oropa, situato poco a valle del santuario stesso.
Nella parte bassa della Valle dell'Oropa si trova il Gorgomoro, una piscina naturale circondata dagli alberi.
È possibile risalire la valle lungo sentieri segnalati che permettono di raggiungere a piedi il santuario partendo da Biella.
Lo stato ambientale dell'Oropa nel 2003 era classificato come “buono”.

## Note

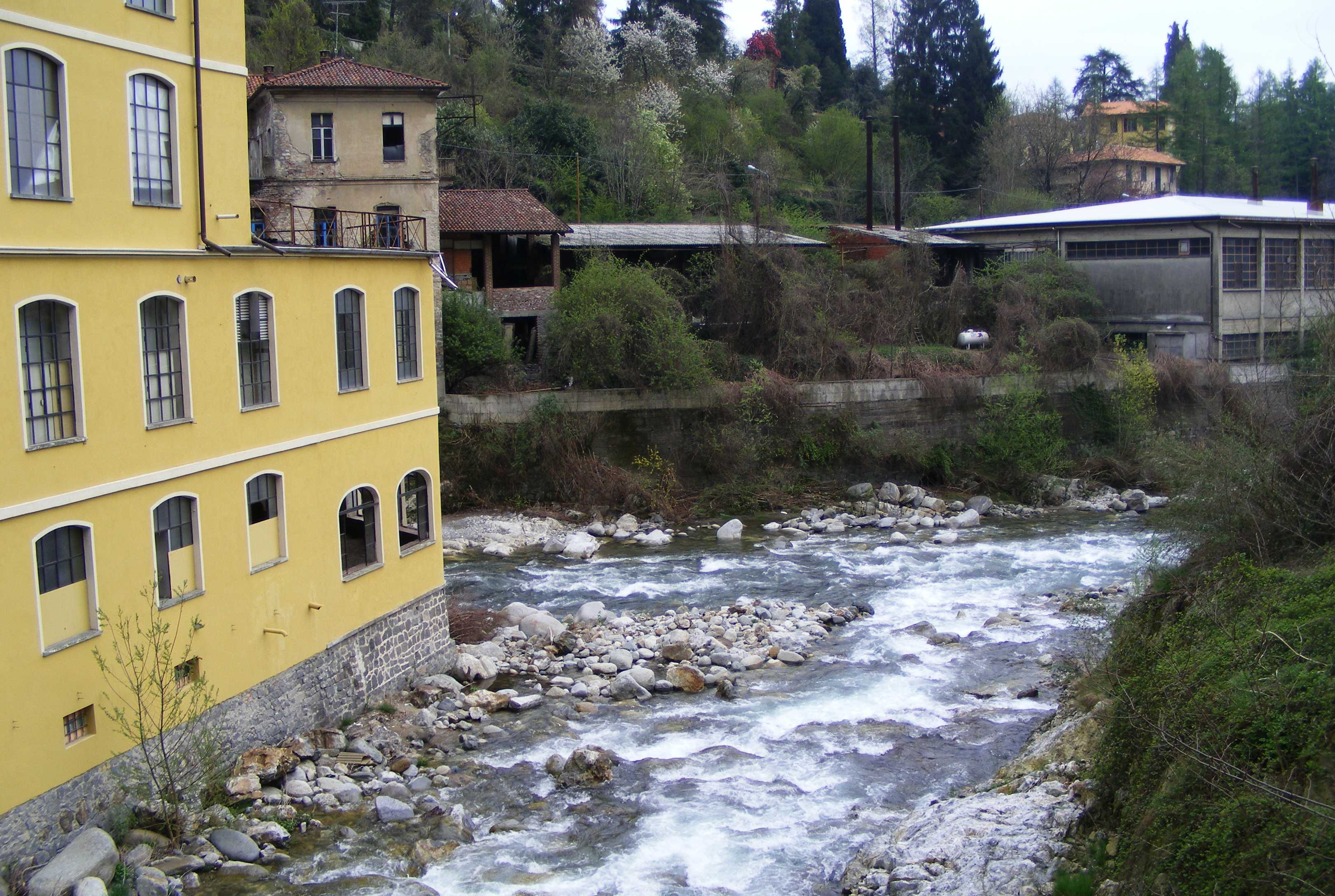
La confluenza nel Cervo